# Huvinahalli, Nagamangala
Huvinahalli là một làng thuộc tehsil Nagamangala, huyện Mandya, bang Karnataka, Ấn Độ.